# Air Sialang Tengah
Air Sialang Tengah is een bestuurslaag in het regentschap Aceh Selatan van de provincie Atjeh, Indonesië. Air Sialang Tengah telt 452 inwoners (volkstelling 2010).